# Stenus palposus
Stenus palposus är en skalbaggsart som beskrevs av Zetterstedt 1828. Stenus palposus ingår i släktet Stenus, och familjen kortvingar. Arten är reproducerande i Sverige.